# Parcul Național Port-Cros

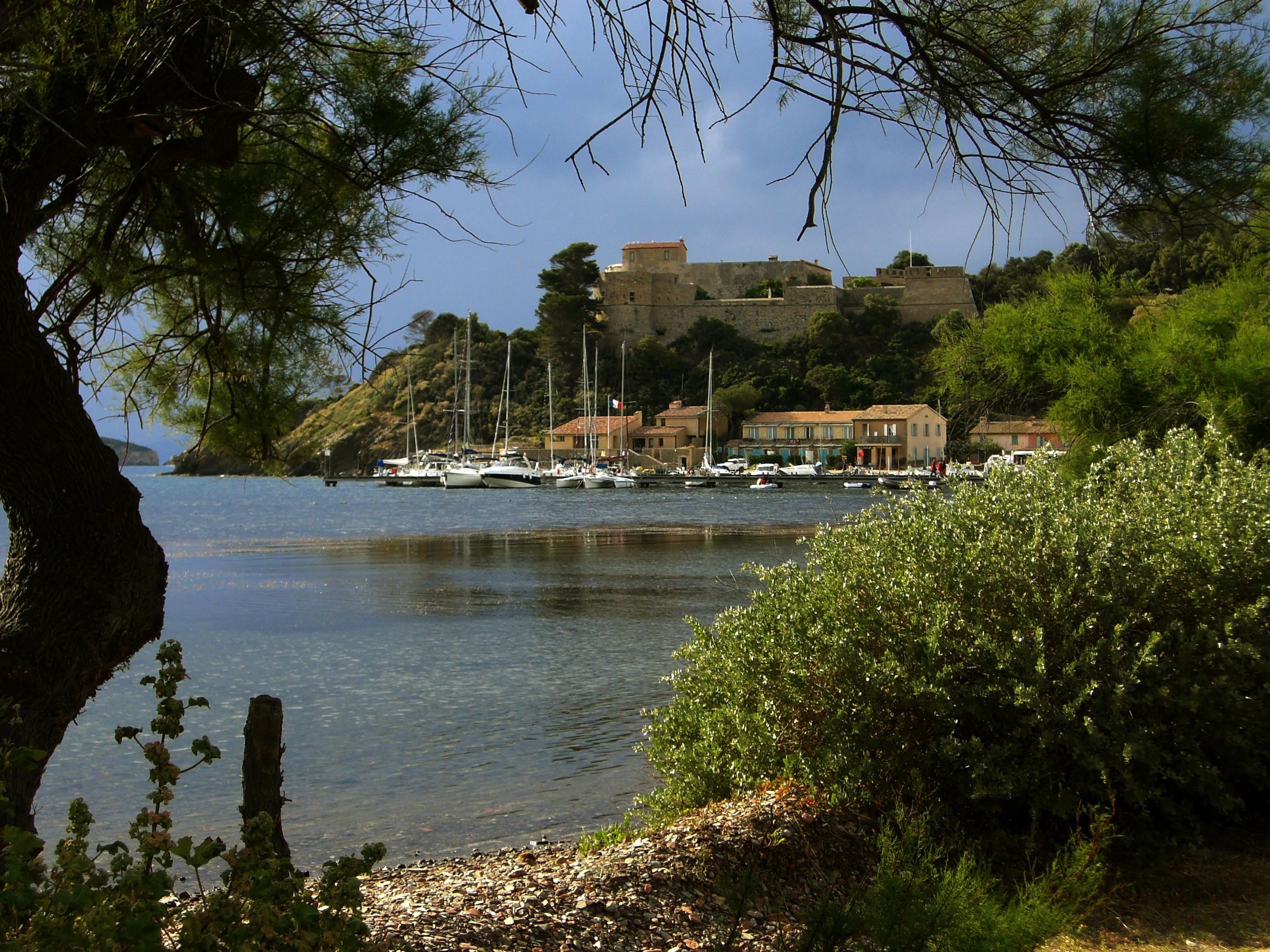
Cătunul Port-Cros pe insula cu același nume

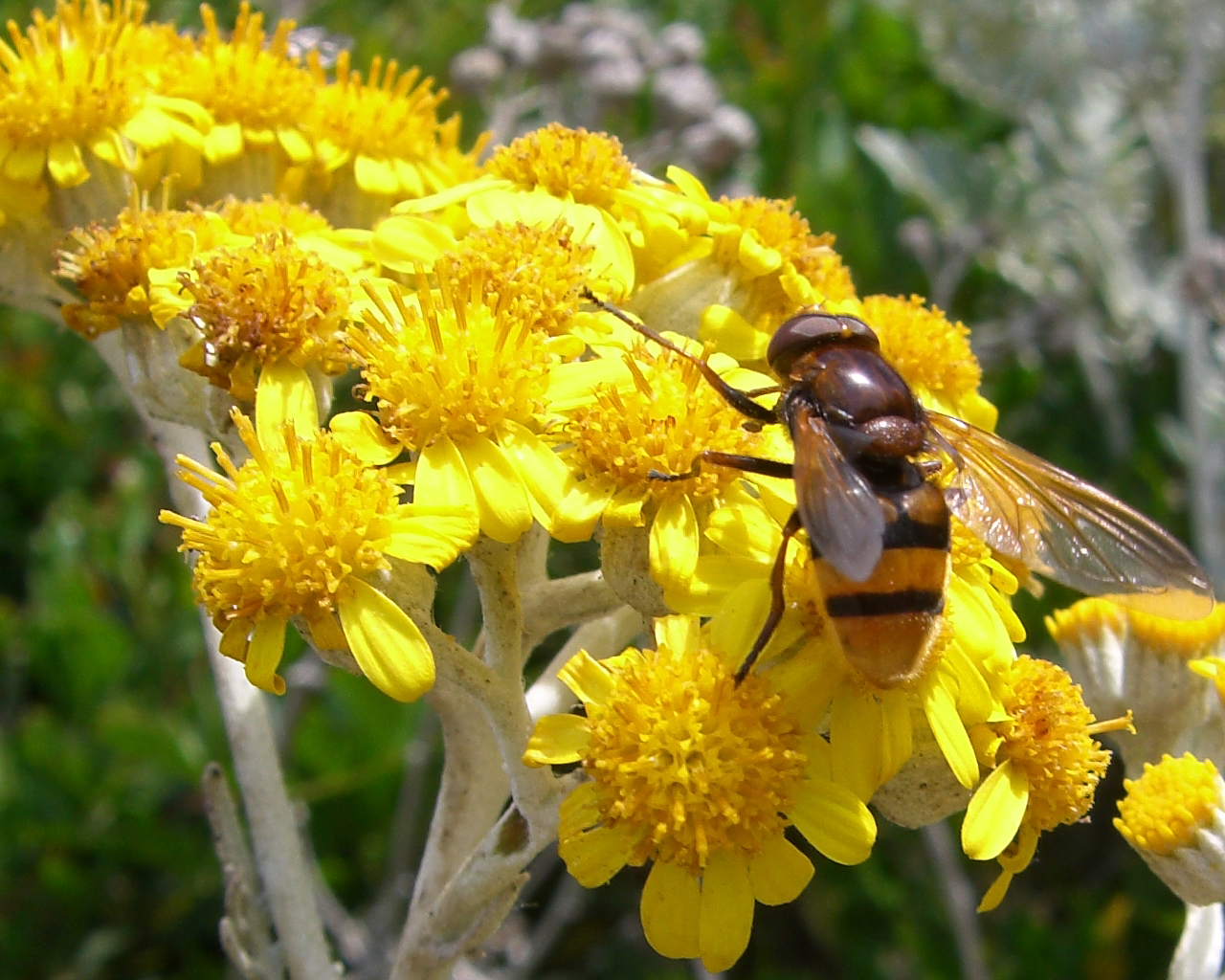
O muscă sirfidă din entomofauna Parcului

Parcul Național Port-Cros franceză Parc National de Port-Cros a fost întemeiat la data de 14 decembrie 1963 de președintele Franței Georges Pompidou, la insistența comandanților, exploratori submarini, Philippe Tailliez și Jacques-Yves Cousteau. La origine nu cuprindea decât insulele Port-Cros și Bagaud. Arhipelagul se află la 6 mile marine depărtare de Coasta de Azur (10 km), la est de Toulon și la sud-est de Hyères (municipiul căruia insulele îi aparțin).

## Geografie
Parcul național cuprinde aproape toată regiunea din jurul insulelor Porquerolles, Bagaud, Port-Cros, Gabinière și Rascas, și o fâșie cu o lățime de 600 m de ape maritime de la coastă, ocupând pe coastă o suprafață de 700 ha de uscat și 1288 ha suprafață de apă. El este primul parc național din Europa, care reunește o suprafață protejată pe uscat și apă. Din anul 1971 este alipit parcului suprafața de 1000 de ha, ce aparține insulei vecine
Insula Porquerolles adăpostește Conservatoriul Botanic Național Mediteranean, subordonat Parcului. Pe teritoriul celor 30 de insule, localnicii ca și turiștii sunt obligați de a respecta reguli severe stabilite pentru protecția naturii. Baia este admisă numai la trei ștranduri, la fel este interzis fumatul vara (di cauza riscurilor de incendiu al pădurilor) sau aducerea câinilor în parc. După declarația Conservatoriului botanic există ca. 530 de specii de plante pe teritoriul parcului. In regiune din anul 1890 nu se mai practică agricultura, lăsând spațiul pădurilor și garigăi (o biocenoză specifică mediteraneană). Se caută repopularea parcului cu focile din bazinul mediteran Monachus monachus și cu țestoasele de mare Caretta caretta. Fauna este reprezentată prin ca. 114 specii de păsări, mai multe specii de geconide (șopârle din genul Gecko) și broaște endemice care nu există pe continent.
1. ↑  Nationally designated areas inventory, accesat în 26 iunie 2021